# 雨宮侑布
雨宮 侑布（あまみや ゆう）は、日本の女性声優。

## 人物
- 代表作は『恋姫†無双』シリーズの黄忠役。
- 神奈川県出身。

## 出演

### テレビアニメ
- IZUMO -猛き剣の閃記-（2005年、アマテラス[1]）
- 君が主で執事が俺で（2008年、清原千春）
- 恋姫†無双 シリーズ（2008年 - 2010年、黄忠）- 3シリーズ
- 巨人族の花嫁（2020年、晃一の母）

### OVA
- 恋姫†無双 OVAシリーズ（2009年 - 2011年、黄忠）- 4作品

### ゲーム
- はかれなはーと 誰がために君はある？ / 君がために輝きを（2007年）- 2作品
- 君が主で執事が俺で お仕え日記（2008年 - 2012年、清原千春）- 2作品
- 恋姫†夢想 〜ドキッ☆乙女だらけの三国志演義〜（2008年、黄忠）
- 真・恋姫†夢想〜乙女繚乱☆三国志演義〜 蜀編（2010年、黄忠）
- 桜花センゴク! Portable（2012年、正親町帝ちゃん）

### ドラマCD
- 君が主で執事が俺で（清原千春）
- ハートが止まるまで（駄菓子屋のおばちゃん）
- ドラマCD『辻堂さんのドラマティックロード』Vol.3（2014年、城宮楓）
- 謎解きR.P.G. Battle-Side & Love-Side COMPLETE DISC（2018年、7色ファントムズ）

### ラジオCD
- ラジオ恋姫†無双〜はわわ!再編集しちゃいました〜（第11回ゲスト、2009年1月23日）
- 恋姫†無双 DVD第4巻初回限定版特典 恋姫†無双ラジオ出張版CD（ゲスト）
- みなとStationらじおCD #2、7（2009年 - 2010年）

### その他
- 忙しい人のための幻想郷シリーズ（八雲紫）